# Andrea Cassarà
Andrea Cassarà (Brescia, 3 de gener de 1984) és un esportista italià que competeix en esgrima, especialista en la modalitat de floret.
Va participar en quatre Jocs Olímpics d'Estiu, entre els anys 2004 i 2016, obtenint-hi en total tres medalles, una d'or i una de bronze a Atenes 2004, en les proves per equips (juntament amb Salvatore Sanzo i Simone Vanni) i individual, respectivament, i una d'or a Londres 2012, en la prova per equips (amb Valerio Aspromonte, Andrea Baldini i Giorgio Avola).
Va guanyar catorze medalles en el Campionat del Món d'esgrima entre els anys 2003 i 2019, i quinze medalles en el Campionat Europeu d'Esgrima entre els anys 2002 i 2019.

## Palmarès internacional
| Jocs Olímpics      | Jocs Olímpics             | Jocs Olímpics | Jocs Olímpics          |
| Any                | Lloc                      | Medalla       | Prova                  |
| ------------------ | ------------------------- | ------------- | ---------------------- |
| 2004               | Atenes ( Grècia)          | 1             | Floret per equips      |
| 2004               | Atenes ( Grècia)          | 3             | Floret individual      |
| 2012               | Londres ( Regne Unit)     | 1             | Floret per equips      |
| Campionat del món  |                           |               |                        |
| Any                | Lloc                      | Medalla       | Prova                  |
| 2003               | l'Havana ( Cuba)          | 1             | Floret per equips      |
| 2003               | l'Havana ( Cuba)          | 3             | Floret individual      |
| 2005               | Leipzig ( Alemanya)       | 2             | Floret per equips      |
| 2006               | Torí ( Itàlia)            | 3             | Floret per equips      |
| 2008               | Pequín ( R.P. de la Xina) | 1             | Floret per equips      |
| 2009               | Antalya ( Turquia)        | 1             | Floret per equips      |
| 2010               | París ( França)           | 2             | Floret per equips      |
| 2011               | Catania ( Itàlia)         | 1             | Floret individual      |
| 2013               | Budapest ( Hongria)       | 1             | Floret per equips      |
| 2014               | Kazán ( Rússia)           | 3             | Floret per equips      |
| 2015               | Moscou ( Rússia)          | 1             | Floret per equips      |
| 2017               | Leipzig ( Alemanya)       | 1             | Floret per equips      |
| 2018               | Wuxi ( R.P. de la Xina)   | 1             | Floret per equips      |
| 2019               | Budapest ( Hongria)       | 3             | Floret per equips      |
| Campionat d'Europa |                           |               |                        |
| Any                | Lloc                      | Medalla       | Prova                  |
| 2002               | Moscou ( Rússia)          | 1             | Floret individual      |
| 2002               | Moscou ( Rússia)          | 1             | Floret per equips      |
| 2005               | Zalaegerszeg ( Hongria)   | 1             | Floret individual      |
| 2005               | Zalaegerszeg ( Hongria)   | 1             | Floret per equips      |
| 2008               | Kíev ( Ucraïna)           | 1             | Floret individual      |
| 2008               | Kíev ( Ucraïna)           | DESC          | Floret per equips[n 1] |
| 2009               | Plòvdiv ( Bulgària)       | 1             | Floret per equips      |
| 2010               | Leipzig ( Alemanya)       | 1             | Floret per equips      |
| 2011               | Sheffield ( Regne Unit)   | 1             | Floret per equips      |
| 2011               | Sheffield ( Regne Unit)   | 2             | Floret individual      |
| 2012               | Legnano ( Itàlia)         | 1             | Floret per equips      |
| 2014               | Estrasburg ( França)      | 2             | Floret per equips      |
| 2015               | Montreux ( Suïssa)        | 1             | Floret individual      |
| 2016               | Toruń ( Polònia)          | 2             | Floret per equips      |
| 2018               | Novi Sad ( Sèrbia)        | 2             | Floret per equips      |
| 2019               | Düsseldorf ( Alemanya)    | 3             | Floret per equips      |